# Mangovac
Mangovac (lat. Mangifera) je tropski rod od oko 60 vrsta tropskog grmlja i drveća izvorno iz Indije čija je najvažnija vrsta Mangifera indica (mango ili indijski mango) koji se uzgaja u mnogim tropskim i suptropskim krajevima u kojima je veoma rasprostranjen. Uzgaja se za prehranu, za proizvodnju soka, koristi se kao začin te za pripravljanje mirisa i boja. Mango sadrži vitamine B i C i dosta željeza. Postoji oko 500 podvrsta manga, a boja mu varira preko crvene do žute i narančaste.
Obilje antioksidansa iz svježeg manga djeluje povoljno u prehrani ljudi s problemima krvožilnog sustava. Zbog prisustva vlakana, koristan je i kod ljudi s usporenom probavom. Također, istraživanje znanstvenika s Instituta za agronomiju u Teksasu pokazalo je da mango može spriječiti ili zaustaviti rast nekih stanica raka.
Plod manga je kruškolikog oblika iako ga na Tajlandu nazivaju "tropska breskva". Plodovi mogu biti teški do 2 kg, stablo može rađati plodove i do 100 godina, a neka stabla su doživjela čak 300 godina. Drvo naraste 35 – 40 m u visinu, a listovi su dugi 15 – 35 cm. 
Oko 500. pr. Kr. prenesen je iz Indije u ostale dijelove tropske Azije, odakle se kultivacijom proširio po svijetu. Iz Portugala se prenosi na Madeiru i u Brazil, odakle stiže u Floridu tijekom 18. stoljeća.
U nekim kulturama plod i listovi manga koriste se za ukrašivanje svatova te javnih i religijskih ceremonija. Smatra se da je Buda sjedio upravo ispod drveta manga kad je doživio prosvjetljenje, pa se mango i danas koristi u mnogim obredima u Indiji.

## Vrste
1. Mangifera acutigemma Kosterm.
2. Mangifera altissima Blanco
3. Mangifera andamanica King
4. Mangifera applanata Kosterm.
5. Mangifera austroindica Kosterm.
6. Mangifera blommesteinii Kosterm.
7. Mangifera bullata Kosterm.
8. Mangifera caesia Jack
9. Mangifera caloneura Kurz
10. Mangifera campnospermoides Kosterm.
11. Mangifera camptosperma Pierre
12. Mangifera casturi Kosterm.
13. Mangifera cochinchinensis Engl.
14. Mangifera collina Kosterm.
15. Mangifera decandra Ding Hou
16. Mangifera dewildei Kosterm.
17. Mangifera dongnaiensis Pierre
18. Mangifera duperreana Pierre
19. Mangifera flava Evrard
20. Mangifera foetida Lour.
21. Mangifera gedebe Miq.
22. Mangifera gracilipes Hook.f.
23. Mangifera griffithii Hook.f.
24. Mangifera havilandii Ridl.
25. Mangifera indica L.
26. Mangifera inocarpoides Merr. & L.M.Perry
27. Mangifera khasiana Pierre
28. Mangifera khoonmengiana Kochummen
29. Mangifera lagenifera Griff.
30. Mangifera lalijiwa Kosterm.
31. Mangifera laurina Blume
32. Mangifera linearifolia (Mukh.) Kosterm.
33. Mangifera macrocarpa Blume
34. Mangifera magnifica Kochummen
35. Mangifera mariana Buch.-Ham.
36. Mangifera merrillii Mukherji
37. Mangifera minor Blume
38. Mangifera minutifolia Evrard
39. Mangifera monandra Merr.
40. Mangifera nicobarica Kosterm.
41. Mangifera odorata Griff.
42. Mangifera orophila Kosterm.
43. Mangifera pajang Kosterm.
44. Mangifera paludosa Kosterm. ex S.K.Ganesan
45. Mangifera parvifolia Boerl. & Koord.-Schum.
46. Mangifera pedicellata Kosterm.
47. Mangifera pentandra Hook.f.
48. Mangifera persiciforma C.Y.Wu & T.L.Ming
49. Mangifera pseudoindica Kosterm.
50. Mangifera quadrifida Jack
51. Mangifera reba Pierre
52. Mangifera rubropetala Kosterm.
53. Mangifera rufocostata Kosterm.
54. Mangifera similis Blume
55. Mangifera subsessilifolia Kosterm.
56. Mangifera sulavesiana Kosterm.
57. Mangifera sumbawaensis Kosterm.
58. Mangifera superba Hook.f.
59. Mangifera swintonioides Kosterm.
60. Mangifera sylvatica Roxb.
61. Mangifera timorensis Blume
62. Mangifera transversalis Kosterm.
63. Mangifera zeylanica (Blume) Hook.f.

## Vanjske poveznice
- mango.org (engl.)(šp.)
- Mango - Mangifera indica L. (engl.)
- Recepti s mangom  Arhivirana inačica izvorne stranice od 3. svibnja 2010. (Wayback Machine)